# Bérénice (Racine)
Bérénice is een tragedie van Jean Racine (1639–1699) in vijf aktes. Het toneelstuk is geschreven in alexandrijnen. Het ging op 21 november 1670 in première in het Hôtel de Bourgogne in Parijs. Het werk is opgedragen aan de staatsman Jean-Baptiste Colbert.
Het toneelstuk is gebaseerd op het relaas van Suetonius over de relatie van Julia Berenice met de Romeinse keizer Titus. Suetonius schreef dat Titus reginam Berenicen, cui etiam nuptias pollicitus ferebatur, statim ab Urbe dimisit invitus invitam. In het voorwoord vertaalde Racine dit als Titus, qui aimait passionnément Bérénice, et qui même, à ce qu’on croyait, lui avait promis de l’épouser, la renvoya de Rome, malgré lui et malgré elle, dès les premiers jours de son empire. ("Titus, die hartstochtelijk van Berenice hield en die, naar men geloofde, had beloofd met haar te trouwen, stuurde haar ondanks zichzelf en ondanks haarzelf uit Rome weg in de begindagen van zijn heerschappij.")